# بالم أو إس
بالم أو إس (ويعرف أيضا بغارنيت أو إس) هو نظام تشغيل للأجهزة المحمولة طورته في البداية شركة بالم لاستخدامه في المساعدات الرقمية الشخصية (PDAs) في العام 1996. صمم نظام بالم أو إس ليكون سهل الاستعمال عن طريق واجهات الاستخدام الرسومية التي تعتمد على شاشات اللمس ويأتي مزودا بحزمة من التطبيقات الأساسية اللازمة لمدير المعلومات الشخصية. وُسعت النسخ الأخيرة من نظام التشغيل هذا بغرض دعم الهواتف الذكية وقام العديد من أصحاب التراخيص الآخرين بتصنيع أجهزة ‏ تعمل بنظام بالم أو أس.
أُعيد تسمية النسخة الحالية المرخصة من أكسس لتصبح جارنت أو إس في عام 2007 وذلك بعد أن اشترت شرك بالم العلامة التجارية بالم. قامت شركة أكسس بتقديم نظام سيخلف نظام جارنت ألا وهو منصة أكسس لينوكس ‏ وفي العام 2009 تم تغيير رخصة نظام بالم أو إس من شركة بالم إنك من بالم أو إس إلى نظام ويب أو إس الذي سيستخدم في أجهزتهم القادمة.

## المبتكر وحقوق الملكية
تم تطوير نظام بالم أو إس تحت إشراف جيف هوكينز من شركة بالم كومبيوتنيج إنك. امتلكت شركة يو أس روبوتيكس فيما بعد شركة بالم وبيعت ذات الشركة فيما بعد إلى شركة ثري كوم التي جعلت من شركة بالم الفرعية شركة مستقلة للتداول العام في 2 مارس من عام 2000.
في يناير 2002، قامت شركة بالم بتأسيس فرع كامل مخصص لتطوير وترخيص بالم أو إس والذي سمي بالم سورس. انبثقت شركة بالم سورس ‏ فيما بعد من شركة بالم لتصبح شركة مستقلة في 28 أكتوبر من عام 2003. صارت بالم (سميت حينها ببالم ون) شركة مرخصة من بالم أو إس وتخلت عن مسؤوليتها عن النظام بعد ذلك.
في سبتمبر 2005، أعلنت بالم سورس انتقال ملكيتها إلى شركة أكسس.
في ديسمبر عام 2006، حصلت شركة بالم على حقوق امتلاك الشيفرة المصدرية لنظام أو إس إلى الأبد من شركة أكسس. وبموجب هذا الاتفاق يمكن لشركة بالم التعديل على نظام التشغيل المرخص دون الحاجة إلى دفع أتعاب إضافية لشركة أكسس. وكما ويمكن استحواذ شركة بالم على العلامة التجارية بالم  في مايو 2005، صار للشركة فقط إمكانية نشر إصدارات خاصة بنظام التشغيل تحت الاسم التجاري «بالم أو إس».
ونتيجة لذلك، أعلنت أكسس تغيير اسم نظامها الحالي المدعو بالم أو إس في 25 يناير 2007 ليصبح اسمه جارنت أو إس.

## نظرة عامة على نظام التشغيل
نظام بالم هو نظام تشغيل للهواتف المحمولة ذو صبغة احتكارية وصمم البرنامج في 1996 للمساعد الرقمي بايلوت ‏ الخاص بشركة حوسبة بالم وطُبق على سلسلة كبيرة من أجهزة النقال مثل الهواتف الذكية وساعات اليد ووحدات الألعاب المحمولة باليد وقارئ الباركود ونظام التموضع العالمي.
نفذت نسخ بالم أو إس التي جاءت قبل الإصدار الخامس على معالجات موتورولا/فريسكيل دراغون بول ‏. ابتداء من النسخة الخامسة فصاعدا، عمل بالم أو إس على معالجات تعتمد بنية إيه.آر.إم في تركيبها.
المميزات الرئيسية لنظام تشغيل بالم غارنت هي:
- بيئة بسيطة تنفذ مهمات واحدة وتسمح بتشغيل تطبيقات الشاشة الكاملة باستخدام مجموعة شائعة وأساسية من واجهات المستخدم الرسومية
- شاشات أحادية اللون أو ملونة بدقة تصل إلى 480 في 320 بيكسل
- نظام للتعرف على خط اليد يدعى غرافيتي 2 [الإنجليزية]‏
- تقنية هوت سينك لمزامنة البيانات مع حواسيب سطح المكتب
- إمكانية تسجيل وإعادة تشغيل الصوت مرة ثانية
- نموذج أمني بسيط: يمكن إقفال الجهاز بواسطة كلمة سر ويمكن جعل سجلات التطبيقات خاصة ومنعزلة
- الوصول إلى حزمة بروتوكولات الإنترنت عبر الشبكة
- تحقيق الاتصالات عن طريق المنفذ التسلسلي والناقل المتسلسل العام والأشعة تحت الحمراء  [لغات أخرى]‏ والبلوتوث والواي فاي
- دعم توسيع بطاقة الذاكرة
- وجود نموذج بيانات معياري متبع لتطبيقات مدير المعلومات الشخصية وذلك لتخزين التقويم والعناوين والمهام وإدخالات الملاحظات وجعلها متاحة الوصول عبر تطبيقات يوفرها طرف ثالث

يضم النظام أيضا مجموعة من التطبيقات القياسية تشمل أكثر التطبيقات صلة بمهام مدير المعلومات الشخصية التي سبق ذكرها آنفا.

## تاريخ النسخة وخلفية نظام التشغيل التقنية
يتمتع المصنعون بالحرية الكاملة في تنفيذ ميزات كاملة للنظام على أجهزتهم أوحتى إضافة ميزات جديدة. يصف تاريخ النسخة هذه النسخة المرخصة رسميا من أكسس بالم/بالم سورس/أكسس.
بنيت كل النسخ التي تم إصدارها قبل بالم أو إس 5 على قمة نواة AMX68000 المرخصة من شركة كاداك. برغم أن هذه النواة قادرة تقنيا على تنفيذ مهام متعددة غير أن قائمة الشروط الخاصة بهذه الرخصة تنص خصوصا على أنه لا يحق لبالم الإفصاح عن واجهة برمجة التطبيقات بهدف إنشاء/ معالجة المهام داخل نظام التشغيل.

### بالم أو إس 1.0
بالم أو إس 1.0 هو النسخة الأصلية التي وجدت في جهازي بايلوت 1000 وبايلوت 5000.
تبرز النسخة رقم 1.0 تطبيقات مدير المعلومات الشخصية الكلاسيكية وهي العناوين وكتاب التاريخ والمذكرة وقائمة المهام. وتشمل التطبيقات أيضا الحاسبة وأداة الأمن لإخفاء السجلات المخصصة للاستخدام الخاص.
لا يفرّق بالم أو إس 1.0 بين ذاكرة الوصول العشوائي وبين مساحة التخزين الخاصة بنظام الملفات حيث يتم تثبيت التطبيقات مباشرة في ذاكرة الوصول العشوائي وتنفيذها في نفس المكان الذي ثبتت فيه. بما أن النظام لا يدعم نظام ملفات معينا فإن نظام التشغيل يعتمد على دورات التحديث الثابتة الخاصة بذاكرة الوصول العشوائي للاحتفاظ بالذاكرة كما ويدعم النظام أيضا شاشات عرض أحادية اللون بدقة 160x160. يتم إنتاج مدخلات المستخدم عن طريق استخدام نظام غرافيتي للتعرف على خط اليد أو باستخدام لوحة مفاتيح افتراضية. يدعم النظام تزامن البيانات مع حاسوب شخصي آخر عن طريق استخدام تقنية هوتسينك باستخدام واجهة تسلسلية ويحمل آخر إصدار للخلل البرمجي الرقم 1.0.7.

### بالم أو إس 2.0
تم تقديم بالم أو إس 2.0 في 10 مارس عام 1997 في جهاز بالم بايلوت الشخصي والاحترافي. دعمت هذه النسخة شبكة حزمة بروتوكولات الإنترنت وهوتسينك الشبكة وشاشة عرض الخلفية أيضا وأصدر آخر إصلاح للخلل البرمجي في النسخة رقم 2.0.5. أضيف تطبيقان اثنان إلى النظم وهما البريد والنفقات (إكسبينس) وتم تطوير تطبيقات مدير المعلومات الشخصية القياسية.

### بالم أو إس 3.0
تم تقديم بالم أو إس 3.0 في 9 مارس عام 1998 مع إطلاق سلسلة بالم III واحتوت هذه النسخة على نظام جمعية البيانات تحت الحمراء للأشعة تحت الحمراء وطورت دعم الخطوط. وتتميز هذه النسخة أيضا باحتوائها على تطبيقات مدير المعلومات الشخصية وتحديث يخص مطلق التطبيقات.
بالم أو إس 3.1 يضيف ميزات جديدة ثانوية فقط مثل دعم شبكة هوتسينك وتم تقديمه مع بالم IIIx وبالم V.
بالم أو إس 3.2 يضيف دعم تصغير صفحات الويب Web Clipping، وهو حل مخصص لجلب محتوى الويب إلى شاشة المساعد الرقمي الشخصي الصغيرة في أجهزة البالم وتم الإفصاح عنه في منظم بالم VII.
بالم أو إس 3.3 يضيف سرعات أعلى لهوتسينك والقدرة على تنفيذ الهوت سينك باستخدام الأشعة تحت الحمراء وتم تقديمه مع منظم بالم Vx.
بالم أو إس 3.5 هو النسخة الأولى التي تضمنت دعما للون المكون من 8 بت. كما وقد اضاف ميزات ملائمة رئيسية عملت على تسهيل العملية مثل لوح أيقونات حساسة للسياق أو تنشيط قائمة أبسط، تم توسيع تطبيق ذاكرة التاريخ ليشمل عرضا لجدول الأعمال وقدمت هذه النسخة لأول مرة مع جهاز بالم IIIc. آخر إصدار لإصلا الأخطاء البرمجية لهذا النظام حمل الرقم 3.5.3.
وعلى سبيل المقارنة، عرضت شركة بالم لاحقا ترقية عدة إنترنت المحمول لنظام بالم أو إس 3.5 التي شملت برنامج تصغير صفحة الويب وبرنامج ملتيميل (والذي أعيد تسميته لاحقا إلى فيرساميل) ويحمل الرقم 2.26 ويستخدم في خدمة البريد الإلكتروني وبرنامج هاندفون النسخة رقم 1.3 ويستخدم أيضا في خدمة الرسائل القصيرة ومتصفح بروتوكول التطبيقات اللاسلكية ويدعى نيومار رقم 1.5

### بالم أو إس 4.0
تم إطلاق بالم أو إس 4.0 مع إصدار سلسلة بالم إم 500 الجديدة في 19 مارس 2001. تضيف هذه النسخة واجهة قياسية للوصول إلى نظام الملفات الخارجي (مثل بطاقات سيكوير ديجيتال). كانت أنظمة الملفات الخارجية تغييرا جذريا على تنفيذ نظام التشغيل السابق في نفس المكان حيث يجب الآن تحميل شيفرة التطبيق والبيانات داخل رام الجهاز بشكل مشابه لما يحدث في أنظمة حواسيب سطح المكتب. تم تقديم موصل عام يدعم الناقل المتسلسل العام وصارت عدة إنترنت الهاتف المحمول التي كانت في السابق اختيارية جزءا من نظام التشغيل الآن. أضافت النسخة رقم 4.0 مدير اهتمام لتنسيق المعلومات القادمة من تطبيقات مختلفة مع وجود احتمالات عديدة للاستحواذ على اهتمام المستخدم وتشمل هذه الاحتمالات الصوت ووميض الديود الباعث للضوء LED أو اهتزازه كما وتم دعم الشاشات الملونة ذات 16 بت والمناطق الزمنية المختلفة. تحتوي هذه النسخة أيضا تحسينات في نظام الأمن وواجهة المستخدم.
بالم أو إس 4.1 هي نسخة تحوي إصلاحات لأخطاء برمجية وتم إطلاقها مع بالم آي 705. يتضمن التحديث الثانوي لنسخة 4.1.2 منفذا خلفيا لغرافيتي 2 من بالم أو إس 5.2.
إن نسخة بالم أو إس 4.2 الصينية المبسطة موجهة خصوصا للسوق الصيني وتوفر الدعم الكامل للصينية المبسطة وتم إصدارها بالاشتراك مع بالم أو إس 5.3 ولم يتم تصنيع أي جهاز يعمل باستخدام هذه النسخة إلى الآن.

### بالم أو إس 5
تمت إماطة اللثام عن بالم أو إس 5 (وليس نسخة 5.0) من قبل الشركة الفرعية بالم سورس التابعة لشركة بالم في يونيو 2002 وتم تطبيقه لأول مرة على بالم تنجستن تي. تم إطلاق النسخة الأولى لدعم الأجهزة التي تستخدم معالجات إي أر أم مدعومة بتطبيقات دراغون بول من خلال محاكي بيئة بالم المتوافقة مع التطبيقات (PACE). على الرغم من العبء الإضافي الذي يمثله محاكي PACE؛ فإن تطبيقات بالم غالبا ما تعمل بشكل أسرع على الأجهزة التي تستخدم معالجات أي أر أم بشكل أفضل من أجهزة جيل العتاد السابق. يمكن أن تستفيد البرمجيات الجديدة من معالجات أي أر أم باستخدام وحدات صغيرة من شيفرة ARM والتي تدعى ARMlets.
مع توافر قاعدة عتاد أقوى؛ تم تحسين بالم أو إس فعليا ليدعم قدرات الوسائط المتعددة. يتم دعم الشاشات ذات الكثافة العالية التي يبلغ مقدارها 320x320 معا عن طريق استخدام واجهة برمجة تطبيقات تستخدم بتسجيل وإعادة تشغيل الصوت الرقمي الكامل. تم إضافة مكدس (stack) منفصل مع مكدس IEEE 802.11b Wi-Fi ودعم اتصالات الشبكة الآمنة عبر بروتوكول أمن طبقة النقل. يمكن تخصيص نظام التشغيل باستخدام مخططات ألوان مختلفة.
طورت بالم سورس متصفح ويب يدعى بالم سورس ويب براوزر وقامت بترخيصه لاستخدامه في بالم أو إس 5 وكان هذا المتصفح قائما على متصفح نت فرونت 3.0 الذي طورته شركة أكسس.
بالم أو إس 5.2 هو إصدار لإصلاح الأخطاء البرمجية بشكل رئيسي، تم تطبيقه في البداية على سامسونج SGH-i500. يدعم هذا النظام شاشات بدقة 480x320 وتقدم نظام إدخال كتابة باليد يدعى غرافيتي 2 بسبب القضية التي خسرتها ضد شركة زيروكس. يعتمد نظام غرافيتي 2 على نظام جوت من CIC. آخر نسخة خالية من الأخطاء هي النسخة رقم 5.2.8.
تقدم النسخة الصينية المبسطة من بالم أو إس 5.3 دعما كاملا للصينية المبسطة، مما يضيف دعما زائدا لدقة منظومة عرض مرئي موسع وواجهة تطبيقات لغرافيتي افتراضي يدعى مساحة الإدخال الحيوية. تم تقديم هذه النسخة ابتداء في الأجهزة المحمولة رقم P100 ورقم P300 التي طورتها شركة لينوفو.
بالم أو إس غارنت (5.4): يدعم رسميا دقة شاشات متعددة تتراوح من 160x160 وحتى 480x320 ويعرض مكتبات بلوتوث محدّثة؛ وأعطي لقب غارنت لتمييزه عن بالم أوس كوبالت 6.0 وآخر إصدار خال من الأخطاء البرمجية كان 5.4.9.
تعتبر غارنت أو إس 5..5 هي النسخة الحالية التي طورتها شركة أكسس. وخصصت هذه النسخة لتعمل داخل آلة غارنت في أم (Garnet VM)الافتراضية. وغارنت في أم هي الجزء الجوهري من منصة أكسس لينوكس ومتوفرة أيضا لأجهزة نوكيا اللوحية.

### بالم أو إس كوبالت
بالم أو إس كوبالت (6.0) هو الخليفة الذي عين بعد بالم أو إس 5 وتم تقديمه في 10 فبراير 2004 ولكن لم تعد شركة أكسس توفره بعد الآن (انظر الفصل التالي). تمت إعادة تسمية بالم أو إس 6.0 ليصبح بالم أو إس كوبالت وذلك للدلالة بوضوح على أن هذه النسخة لم تصمم في البداية للحلول محل بالم أو إس 5 التي اعتمدت الاسم بالم أو إس غارنت في نفس الوقت.
قدم نظام بالم أو إس كوبالت مزايا لنظام تشغيل حديث موجه لنظام تشغيل مضمّن يعتمد على نواة جديدة تدعم تعدد المهام وحماية الذاكرة ووسائط متعددة حديثة وإطار غرافيكي (مستمدة من بي أو إس المملوكة لبالم) ومزايا حماية جديدة والتعديلات على أنواع ملفات مدير المعلومات الشخصية لتتوافق بشكل أفضل مع برنامج مايكروسوفت آوتلوك.
بالم أو إس كوبالت 6.1،  قدم مكتبات اتصالات قياسية لتوصيل الاتصالات والواي فاي والبلوتوث. بالرغم من الإضافات الأخرى فقد فشل هذا النظام في جذب اهتمام الشركات المحتملة صاحبة الترخيص.

### تحسينات الطرف الثالث على بالم أو إس
قامت العديد من الأطراف المرخص لها بعمل تعديلات مخصوصة على نظام التشغيل وهي تعديلات لا تعد جزءا من النسخة الرسمية المرخصة.
- طورت شركة بالم واجهة تطبيقات بلوتوث خاصة ببطاقات بلوتوث سديو لأجهزة بالم أو إس 4.0 وتم إضافة مكدس بلوتوث لاحقا في بالم أو إس 5.[26]
- أضافت بالم واجهة تطبيقات افتراضية لغرافيتي وخصوصا لجهاز تنغستون تي 3. وحلت واجهة التطبيقات الخاصة بمساحة الإدخال الديناميكية الرسمية في بالم 5.3 محل واجهة التطبيقات هذه.
- أضافت بالم لبالم أو إس 5.4 لأنظمة الملفات غير المتطايرة واستخدمت الفلاش بدلا من ذاكرة الوصول العشوائية الديناميكية مما يمنع فقدان المعلومات في حالة استنزاف البطارية. غيرت هذه الحقيقة من الطريقة التي كانت تنفذ فيها البرامج في نظام التنفيذ في نفس المكان الذي اعتاد نظام بالم أوس على استخدامه بشكل تقليدي وكان سببا في مشاكل كثيرة تخص التوافق مما يستلزم أن تحتوي تطبيقات عديدة دعما منفصلا لأنظمة الملفات غير المتطايرة ليصبح النظام أكثر استقرارا.
- أضافت شركة بالم واجهة تطبيقات كاميرا ليب لأجهزتها المجهزة بكاميرات.
- أضافت سوني مكتبة لدعم مدخل جوغديال المتوفر على منظمات كلي.

## تجديد بالم أو إس
لطالما حاولت شركة بالم أو إس لسنوات عدة ابتكار خليفة حديث لبالم أو إس 5 بحيث تحث الأطراف المرخصة على تطبيقه. على الرغم من أن بالم سورس قامت بشحن بالم أو إس كوبالت 6.0 للمرخص لهم في يناير 2004؛ لم يقم أي منهم بتبني النظام في الأجهزة التي صدرت بعد ذلك. ومع أن بالم سورس قامت بإحداث تحسينات رئيسية على نظام بالم أو إس كوبالت مع إصدار بالم أو إس كوبالت 6.1 في سبتمبر 2004 لإرضاء المرخصين ولكن هذه النسخة الحديثة لم تفلح في إنتاج أجهزة جديدة.
في ديسمبر 2004، أعلنت شركة بالم سورس عن إستراتيجية جديدة بخصوص النظام. خططت بالم سورس لبناء بالم أو إس فوق نواة لينكس عن طريق استحواذها على شركة برمجيات الهواتف النقالة تشاينا موبايل سوفت الصينية فيما استمرت في تقديم كل من نظامي: بالم أو إس غارنت وبالم أو إس كوبالت. تمت مراجعة هذه الاستراتيجية في يونيو عام 2005 ولم يكن قد أعلن حينها عن أي جهاز يعمل بنظام بالم أو إس كوبالت وأعلنت شركة بالم سورس أنها ستعلق جميع جهود التطوير التي يخضع لها أي جهاز غير ذي علاقة بمنصة لينوكس المستقبلية التي تعمل على تطويرها.
مع استحواذ أكسس على بالم سورس، تغير اسم نظام البالم أو إس ليصبح منصة لينوكس لأكسس والتي تم الإعلان عنها لأول مرة في فبراير 2006 وأطلقت الإصدارات الأولية الخاصة بالمنصة وأطقم تطوير البرمجيات الرسمية لهذه المنصة رسميا في فبراير 2007. ولم تكن منصة لينوكس قد طبقت بعد على الأجهزة مع بحلول يناير 2011، ولكن أطقم التطوير كانت لا تزال موجودة على أي حال كما وتم إجراء عروض علنية لها.
لم تقم بالم إنك، الطرف المرخص الرئيسي من قبل بالم أو إس غارنت بترخيص منصة أكسس لينكس للأجهزة التي تمتلكها ولكن بدلا من ذلك؛ قامت بالم بتطوير نظام تشغيل آخر يعتمد على لينكس يدعى ببالم ويب أو إس. في 11 فبراير 2009، أفاد إد كوليجان الرئيس التنفيذي لشركة بالم بأنه لن تكون هناك أجهزة بالم أو إس إضافية (باستثناء سينترو الذي خصص للشبكات الأخرى). تركز شركة بالم على بالم ويب أو إس وأجهزة ويندوز موبايل  وأعلنت بالم في الأول من أبريل عام 2009 عن توفر محاكي لنظام بالم أو إس لاستخدامه مع نظام ويب أو إس.

## التطبيقات المدمجة
يحدد مستخدمو بالم أو إس المرخصون التطبيقات المشمولة في أجهزة بالم أو إس وبإمكانهم أيضا تخصيص التطبيقات.

### تطبيقات بالم أو إس القياسية
ملاحظة: في النماذج الحديثة، استبدلت تطبيقات مدير المعلومات الشخصية القياسية المدعوة «العناوين» و«كتاب التاريخ» و«المذكرة» و«قائمة المهام» بنظائرها الأحدث «قائمة الاتصال» و«التقويم» و«المذكرات» و«المهام».
يخزن برنامج العناوين في جهاز بالم معلومات الاتصال التي يتم فرزها بواسطة تصنيفات عدة يقررها المستخدم. تعرض المدخلات وتخزن بالاسم الأخير ثم الأول (يمكن تغيير هذه الترتيب ليصبح اسم الشركة ومن ثم الاسم الأخير فقط). توجد 5 أجزاء للهاتف أو للبريد الإلكتروني ويمكن تخصيص كل واحدة منها للعمل والمنزل والفاكس وغيرها إضافة إلى البريد الإلكتروني والرئيسية والبيجر أو الهاتف النقال (لا يمكن تغيير تخصيص الأجزاء). يضيف تطبيق معلومات الاتصال الجديد المزايا التالية: عناوين متعددة و9 حقول جديدة: الموقع الإلكتروني وأعياد الميلاد والمزيد من أرقام الهاتف والمحادثة الفورية مع الاتصال السريع.
تطبيق كالك يحوّل البالم إلى حاسبة جيب قياسية ذات أربع وظائف مع ثلاثة أزرار ذات ظلال من اللون الأورجواني والأزرق تتناقض مع زرين باللون الأحمر الصافي.تدعم هذه الحاسبة عمليات حساب الجذر التربيعي والنسبة المئوية وتحوي ذاكرة واحدة. يوجد في هذه الحاسبة أيضا خيار عرض ذاكرة متواصلة من الحسابات مثل حاسبات الشريط الورقي التي كانت شائعة الاستخدام فيما مضى.
يظهر كتاب المواعيد جدولا يوميا أو إسبوعيا أو عرضا شهريا بسيطا. يكون للجدول اليومي سطر واحد في كل ساعة بين أوقات البداية والنهاية التي يحددها المستخدم. ينشئ الضغط على سطر فارغ حدثا جديد وتزدحم الأسطر الفارغة بالأحداث الفعلية التي يمكن مشاهدة أوقات بدايتها ونهايتها عن طريق الأقواس التلقائية في الهامش الذي يقع على اليسار.
يضيف تطبيق التقويم الجديد الخصائص التالية: عرض يوم جديد واستخدام التصنيفات لفرزالأحداث وموقع الحدث؛ والحدث الذي يمكن أن يمتد لمنتصف الليل وتفاصيل الحدث وأعياد الميلاد كأحداث غير محددة التوقيت كما ويدعم تخصيص المنطقة الزمنية للأحداث وهي خاصية تفتقدها أجهزة منافسة أكثر تطورا.
يمكن أن يبشر التنبيه بالحدث أو بالموعد عن طريق تحديد عدد الدقائق والساعات أو الأيام قبل أن يبدأ؛ ويمكن إطلاق التنبيهات حتى عند إطفاء الهاتف. كما ويمكن أن تتكرر المواعيد في عدد محدد من الأيام والأسابيع والأشهر أو السنوات وأن تحتوي على الملاحظات أيضا.
التكلفة (النفقات) يعنى بتتبع نفقات الأعمال التجارية المتعارف عليها. لا يمكن حساب مجموع النفقات في جهازبالم بل يجب أن يزامن المستخدم معلوماته مع حاسوب مضيف ويعرض بيانات النفقات في صفحة عمل (يتم توفير قوالب مايكروسوفت إكسل لتحقيق هذا الغرض).
يتكامل هوت سينك مع حاسوب المستخدم وغالبا ما يتم تفعيله عن طريق الضغط على زر هوت سينك الفعلي الموجود في مهد بالم (محطة الإرساء)، يتواصل هذا التطبيق مع القنوات المختلفة على سطح مكتب الحاسوب الشخصي لتثبيت البرمجيات وعمل نسخة احتياطية من قواعد البيانات أو دمج التغييرات التي تحدث على الحاسوب الشخصي أو المحمول على كلا الجهازين. يمكن أن يتواصل هوت سينك مع الحاسوب الشخصي عن طريق استخدام وصلة فيزيائية (وصلة يو أس بي في النماذج الحديثة برغم أن سواقات منصات الويندوز المعتمدة على x64 ما زالت غير متوفرة إلا أن نسخ 32 بت تعمل بشكل جيد) والبلوتوث أو اتصال الأشعة تحت الحمراء اللاسلكي واتصالات الشبكة المباشرة على الأجهزة التي تستطيع القيام بالتشبيك.
إضافة إلى القنوات التي يمكن أن يوفرها المرخَصون، يمكن للمطورين أن يبتكروا قنواتهم الخاصة للتكامل مع تطبيقات بالم أو إس الأخرى ومنتجات سطح المكتب، على سبيل المثال، يمكن أن توفر حزمة تتبع الوقت قناة لتوصيل المعلومات بين بالم أو إس وبين تنفيذيات ويندوز.
تقوم قناة النسخ الاحتياطي المضمنة مع برنامج هوت سينك بعمل نسخة احتياطية (واستعادة إذا لزم الأمر) لمعظم البيانات الموجودة على جهاز بالم أو إس. يمكن هذا التطبيق المستخدمين من إعادة تشغيل أجهزتهم-وبذا مسح كل البيانات- بعواقب أقل كما ويمكنهم من الترقية إلى أجهزة بالم جديدة من نفس الإصدارالخاص ببالم أو إس وهي خاصية تساعد أولئك الذين تضررت أجهزتهم أو أضاعوها.
تحفظ بعض موديلات البالم ببياناتها في الذاكرة المتطايرة ويلزمها طاقة ثابتة للحفاظ على الذاكرة. على الرغم من أن هذه الأجهزة المحمولة تحاول أن تحفظ محتوياتها في الذاكرة في الحالات التي تكون فيها البطارية منخفضة عن طريق عدم «تشغيل» وترك الجهاز «الميت» لمدة أطول من الزمن فإنه يمكن أن يتسبب هذا الإجراء في استهلاك تلك الطاقة المخزونة وضياع محتويات ذاكرة الخزن. تستخدم بعض الأنواع الحديثة من أجهزة البالم ذاكرة الوصول العشوائي غير المتطايرة والسواقة المصغرة لأغراض التخزين.
يمكن أن تخزن المذكرة ملاحظات تصل إلى 4000 رمز لكل ملاحظة، وزاد تطبيق المذكرات من حجم الحقل من 3 إلى 30 كيلو بايت. ترتب المذكرات بطريقتين: أبجديا وأخرى بطريقة يدوية (تسمح للمستخدم باختيار ترتيب المذكرات) ويمكن تجميع المذكرات في تصنيفات يكونها المستخدم. إن المذكرة موجهة لاستخدام النصوص فقط وليس الرسوميات، ويمكن إدخال النصوص باستخدام أبجدية غرافيتي باستخدام لوحات مفاتيح صلبة وبرمجية أيضا أو باستخدام وظيفة «اللصق». عندما توفرت أجهزة البالم في البداية، بدأ بعض مستخدموها بإنشاء وتبادل مستندات المذكرة التي تحوي معلومات مفيدة عموما وهو الأمر الذي صار معروفا باسم ميمووير.
تنشئ قائمة المهام تذكيرات شخصية وتمنح الأولوية للأشياء التي يجب أن يقوم المستخدم بتنفيذها. يمكن أن يحتوي كل عنصر من عناصر قائمة المهام على ما يلي: عنصر أولوية وتصنيفات (لتنظيم وعرض العناصر في مجموعات منطقية) وملاحظة مرفقة (لإضافة المزيد من الوصف والتوضيح للمهمة).
يمكن ترتيب عنصر قائمة المهام باستخدام: تاريخ التنفيذ والأولوية أو التصنيف. يبرز تطبيق المهام الجديد التحسينات التالية: واجهة جديدة والمهام المتكررة والإنذارات وخلافه.
يظهر تطبيق المفضلة (والذي يرمز إليه بPerfs) ملفات برامج بنوع خاص من لوحات المفضلة والتي لا يظهرها المطلق العادي. يمكن تغيير البرنامج عن طريق التبديل بين نوع «أبل» و«بانل» وبالعكس. يحوي بالم أو إس ما يقارب 15 لوحات مفضلة تلقائيا ويمكن إضافة لوحات مفضلة جديدة مثل أي تطبيق آخر.
تسمح لوحات المفضلة للمستخدمين بإدارة عدد من الإعدادات التي تشمل إعدادات غرافيتي وإعدادات الصوت والنص والاختصارات وإعدادات الشبكة ووقت النظام.
يستخدم تطبيق الأمن (وهو لوحة موجودة في أجهزة بالم أو إس) لتكوين إعدادات نظام الأمن في بالم أو إس وتتضمن هذه الإعدادات كلمة السر التي يحتاج إليها لعرض الملفات المخبوءة وإلغاء القفل عندما يكون مغلقا، وإعداد قفل أوتوماتيكي مع مرور الوقت أو عتبة الخمول. تكرّم حواسيب البالم المكتبية كلمة السر هذه ولكن يمكن لحواسيب أخرى عرض كل شيء-بكلمة أخرى يمكن عرض كل البيانات المحمية بكلمة السر هذه من جانب أي شخص يفتح ملفا بامتداد.dat باستخدام محرر نصوص أو معالج الكلمات.

### تطبيقات نواة أو إس الشائعة التابعة للطرف الثالث
ابتداء من نسخة بالم أو إس رقم 5.2، قامت بالم بإنشاء نسخ مخصصة من تطبيق مدير المعلومات الشخصية الشائع الاستخدام حيث أضيفت إليه مزايا جديدة مثل دعم تصنيفات العناوين وتخصيص نغمات المستخدمين ودعم نصوص أطول في المذكرات وغيرها.
وتمت إعادة تسمية هذه المزايا لتعكس المسميات المقابلة الموجودة في الأوت لوك، وهكذا صار اسم العنوان قائمة الاتصال، وصار اسم كتاب المواعيد التقويم، ولوحة المذكرات دعيت بالمذكرة وقائمة المهام سميت المهام.
إن بليزر هو عبارة عن متصفح انترنت لأجهزة بالم المحمولة وتعمل الإصدارات رقم 1.0 و2.0 منه على بالم أو إس رقم 3.1 أو الأجهزة ذات النظام الأرقى غير أنها احتاجت إلى خادم بروكسي تم إغلاقه ولذا لم يعد من الممكن استخدامها بعد الآن. استخدم الإصدار رقم 3.0 على الهاتف الذكي تريو 600. تتوافق النسخة الحالية من بليزر والمسماة بليزر 4.5 مع معظم المعايير الرئيسية وغالبا ما يتم جمعها مع الهواتف الذكية الأحدث وأجهزة البالم الأحدث القادرة على الوصول إلى الإنترنت.
يمكن استخدام محرر النصوص في أجهزة بالم لعمل الرسومات السريعة. يمكن ل20-30 كلمة أن تنتظم في خط أنيق في صفحة واحدة أما في حال الحاجة إلى نصوص أكثر، فيعتبر لوح المذكرات خيارا أفضل. تتوافر 3 أحجام لعرض القلم إضافة إلى ممحاة وميزة تغيير لون الخلفية في بعض الموديلات. من الممكن رسم خريطة بسيطة جدا باستخدام هذا التطبيق أما نسخ البالم الأكثر «تطورا» والتي تعمل على حواسيب سطح المكتب فيمكنها تخزين الرسومات التي أنشئت بواسطة لوح المذكرات على سطح المكتب.
بحلول عام 2006، استطاعت معظم أجهزة البالم أن تحتوي على الصور مما ساعد على إنشاء ألبوم صور رقمي استخدم لعرض الصور على أجهزة بالم أو إس. وكما هو الحال في برامج الصور الأخرى، يمكن تصدير الصور لا سلكيا إلى أجهزة المحمول الأخرى بحيث يمكن تصنيف وترتيب كل صورة في ألبومات صور منفصلة. ويمكن عرض الصور أيضا بصور متتابعة لألبوم معين كما ويمكن عرض كل صورة في شاشة كاملة كذلك.
يمكن تحرير الصور باستخدام برنامج Palm Photos PC (يعمل فقط على نظام ويندوز) وعند نقل الصور إلى الجهاز المحمول فإنها تكون قد شملت كل التعديلات التي أجريت عليها.
تتوافر هذه البرمجية على زاير 71 (بالإنجليزية: Zire 71) وتنغستن سي (بالإنجليزية: Tungsten C) وتنغستن إي (بالإنجليزية: Tungsten E) وتنغستن تي تو (بالإنجليزية: Tungsten T2) ووتي ثري (بالإنجليزية: Tungsten T3) والعديد غيرها.
عن طريق دعم الفيديو، تمت إعادة تسمية بالم فوتوز فيما بعد ليصبح اسمها الوسائط ومن ثم دعيت بالصور والفيديوهات.
تقدم بعض الموديلات القدرة على تسجيل الصوت والذي يمكن مزامنته باستخدام قناة الصوت ويمكن عرضه على سطح المكتب باستخدام تطبيق مذكرة الصوت والذي هو جزء من تركيبة بالم سطح المكتب.

## تطبيقات الطرف الثالث
يوجد العديد من التطبيقات الناجحة التي يمكن تثبيتها على أجهزة بالم أو إس. بحلول العام 2008، كان هناك أكثر من 50000 من تطبيقات الطرف الثالث المتوفرة للاستخدام على منصة بالم أو إس. كان لهذه التطبيقات أنواع ترخيص مختلفة تتضمن المصادر المفتوحة وبرامج متعددة أخرى مغلقة المصدر مثل البرمجيات المجانية (فري وير) والبرامج التجريبية (شير وير) وطرق الشراء التقليدية المتمثلة في الدفع مقدما.

## تطوير التطبيقات
تمت برمجة تطبيقات بالم أوأس في الأصل باستخدام لغتي سي وسي ++، وتم دعم مترجمين اثنين للغة رسميا أولها هو استوديو كود ورايور للتطوير وهو منتج تجاري مخصص لبالم أو إس وسلسلة أداة مفتوحة المصدر تسمى برسي تولز (بالإنجليزية: prc-tools) وهي قائمة على تجميعة مصرفات جنو قديمة الإصدار. انتقد كود واريور بسبب كونه مكلفا ولم يعد خاضعا للتحديث بينما تفتقر آدوات برسي ميزات عديدة يوفرها كود واريور. توجد نسخة من أدوات برسي في حزمة مطور بالم أو إس المجانية (PODS).
يعتبر أون بورد سي (بالإنجليزية: OnBoardC) مترجما ومجمعا ورابطا ومحررا للغة البرمجة التي تعمل في نظام البالم نفسه، كما وأن تطبيقات بالم أو إس كوبالت تبرمج أيضا باستخدام تنويعات من تجميعة جنو ومع ذلك فإن مترجمات الكوبالت تبقى محدودة.
توجد أدوات تطوير متوفرة للاستخدام في برمجة البالم والتي لا تتطلب استخدام لغة برمجة منخفضة المستوى في لغة سي/سي ++ مثل بوكيت سي/ بوكيت سي أركيتيكت وبرنامج كاسل (بالإنجليزية: CASL) وأب فورج كروس فاير (الذي يستخدم الفيجوال بيسك والفيجوال بيسك دوت نت أو سي شارب) وهاندهيلد بيسك وبيندراغون فورمز و ساتلايت فورمز وإن أس بيسك/بالم (لغات شبيهة بالفيجوال بيسك). كانت آلة جافا الافتراضية متوفرة قبلا لمنصة بالم أو إس ولكن شركة بالم إنك أعلنت في 12-01-2008 أن هذه الآلة لم تعد متوفرة بعد الآن: حيث صرحت شركة بالم إنك «لا علم لنا بوجود ألة جافا افتراضية بديلة لاستخدامها في بالم أو إس». توفر وابا ومشتقتها سوبر وابا آلة افتراضية مشابهة لتلك الموجودة في جافا ولغة برمجة أيضا. بلوا هي نسخة مأخوذة من لغة لوا وهي متوفرة لنظام بالم أيضا، ولكن بسبب حاجتها إلى وقت تشغيل إضافي عند تثبيتها مع التطبيق فإنها تستخدم فقط في تطبيقات التيار الرئيسي بواسطة قلة من شركات البرمجيات. كوارتر فورث هو مترجم يعتمد لغة فورث القياسية التي تنفذ على نظام بالم نفسه وتمتلك هذه اللغة لوحة تفاعلية للتطوير الحيوي وتصحيح أخطاء البرمجة.
تسمح بيئتا تطوير باستخدام البرمجة بلغة باسكال في بالم أو إس حيث يعمل مترجم بي بي المجاني مباشرة على الحاسوب المحمول باليد بينما تعد بوكيت ستوديو بيئة تطوير متكاملة مشابهة لدلفي تستخدم في الحواسيب التي تستخدم نظام تشغيل ويندوز وتمتلك مصمم نماذج مرئيا وتنتج ملفات بي أر سي (بالإنجليزية: PRC) يتم نقلها إلى الهواتف المحمولة باليد عبر تقنية هوت سينك.
بما أن بالم لا يمتلك سواقات اتصال تسمح بنقل البيانات من خادم نظام إدارة قواعد البيانات (مثل أوركل، ماي سيكوال، أم أس سيكوال سيرفر)، يمكن للمبرمج استخدام برمجية وسيطة تسمح بحدوث هذا الاتصال.
يزود تطبيق للغة سكيم (بالإنجليزية: Scheme) يدعى ليسب مي (بالإنجليزية: LispMe) المتوافق مع R4RS منصة بالم برخصة جنو العمومية تحمل على متنها ربيل ليسب مع بعض التعديلات الخاصة ببالم أو إس، ولكن بالرغم من أن هذا التطبيق هو عبارة عن مترجم بشكل وظيفي إلا أنه لا ينتج شفرة تعمل خارج بيئة التطوير ولذا يقتصر استخدامه على عملية النمذجة (prototyping).
تعمل أداة تطوير مجانية تسمى لافاك (بالإنجليزية: LaFac) لمباشرة على جهاز بالم مستخدمة المذكرة (ميمو باد) في التحرير وتوفير الدعم لمجموعات فرعية من سي وباسكال وبيسك.

## مسائل قانونية
تورط نظام بالم أو إس في دعاوى قضائية متنوعة بمرور الأعوام.
زيروكس ضد شركة بالم كمبيوتنج (1997)، في عام 1997، سجلت زيروكس براءة اختراع (5,596,656) موضوعها برنامج: يونيستروك". رفعت زيروكس قضية ضد بالم (كانت تدعى حينها يو أس روبوتيكس) زعمت فيها أن نظام غرافيتي قد خرق حقوق الملكية. تسببت خسارة بالم أو إس للقضية المرفوعة من قبل زيروكس في تحولها من استخدام تطبيق غرافيتي 1 إلى غرافيتي 2. أسقطت الدعوى في مايو 2004 تبعا لاستخدام الفن السابق في الدعوى.
مجموعة بايلوت بن ضد بالم كمبيوتنج (1998) كان الاسم الأصلي لأجهزة بالم أو إس المحمولة هو بايلوت، ولذا أجبرت الدعوى التي رفعتها مجموعة بايلوت بن ضد بالم الشركة على تغيير اسمها إلى بالم بايلوت وأخيرا صار اسم الشركة هو بالم.
بالم ضد مايكروسوفت (1998) في عام 1998، خططت مايكروسوفت لإطلاق اسم «بالم بي سي» على الإصدار التالي من منصة الحاسوب المحمولة الخاصة بالشركة. رفعت شركة بالم قضية ضد مايكروسوفت مجبرة إياها على تغيير الاسم من بالم-سايزيد بي سي أولا ومن ثم صار الاسم بوكيت بي سي (أو الحاسوب الكفي).
إي-باس تكنولوجيز ضد بالم ومايكروسوفت وأتش بي (2000) في عام 2000، رفعت إي-باس تكنولوجيز قضية ضد بالم زعمت فيها أن أجهزة بالم المحمولة قد تعدت على براءة اختراع إي-باس (رقم 5,276,311) والخاصة بالحاسوب متعدد الوظائف الذي ياتي في حجم بطاقة دفع إلكتروني ويسمح للمستخدمين بتخزين أرقام حسابات سرية ورموز التعريف الشخصية وخلافه وما زالت هذه الدعوى مستمرة إلى الآن.
مجموعة أن سي أر ضد هاند سبرينغ وبالم (2001) في عام 1987، حصلت أن سي أر على براءة اختراع لطرفية تجارة إلكترونية متنقلة. في عام 2001، قاضت أن سي أر شركتي هاند سبرينغ وبالم وورفض هذا القرار عند استئنافه.
ريسيرش إن موشن ضد هاند سبرينغ (2002) في عام 2002، قامت شركة ريسيرش إن موشن (صانعة بلاك بيري) بمقاضاة هاند سبرينغ. مع نهاية العام، حصلت كل من هاند سبرينغ وبالم على براءة الاختراع وأسقطت الدعوى.
بير-تو-بير سيستمز ضد بالمم (2002) أقامت شركة بير تو بير سيستمز في عام 2002 دعوى ضد بالم ادعت فيها أن شركة بالم تعدت على براءة اختراعها للألعاب اللاسلكية، وقد تمت تسوية القضية بحلول التاسع من فبراير من عام 2005.
فورغنت نيتوركس ضد أتش بي وتوشيبا وبالم ون وغيرها (2004) بدءا من العام 2002، بدأت شركة فورغنت نيتوركس بعرض رخص لبراءة اختراع صيغة الصور JPEG. في عام 2004، رفعت الشركة قضية ضد شركات متعددة منها بالم أو إس. روجعت رخصة JPEG أو براءة الاختراع رقم 672 من قبل مكتب الولايات المتحدة لبراءات الاختراع والعلامات التجارية الذي قام برفض 19 مطالبة قضائية من أصل 47 بناء على الفن السابق.

## وصلات خارجية
- Palm.com
- Palm OS 4.1 Screenshots
- Palm OS على مشروع الدليل المفتوح